# Kalle Kauppi
Kalle Kauppi, född 10 mars 1892 i Heinola, död 29 oktober 1961 i Helsingfors, var en finländsk professor och politiker. Han var handels- och industriminister i regeringen Kallio IV 1936–1937 samt undervisningsminister i regeringen Linkomies 1943–1944, regeringen Hackzell och i regeringen Castrén 1944.
Kauppi var son till lantbrukaren Johan Kauppi och Karolina Mansikkala. Han blev student 1911, filosofie kandidat 1914, tog juristexamen 1919, blev vice häradshövding 1921 samt tog licentiat- och doktorsexamen i juridik 1927. 1961 blev han hedersdoktor vid Helsingfors handelshögskola. Kauppi var sakförare i Lahtis 1919–1922, biträdande professor i affärsjuridik vid Helsingfors handelshögskola 1927–1929, professor i affärsjuridik 1929–1961, rektor vid handelshögskolan 1939–1945 och 1957–1961 samt var vice rektor 1952–1957. Utöver detta var Kauppi vikarierande lärare i privat- och ekonomijuridik vid Tammerfors universitet 1929–1930 och 1932–1933. Han var juridisk rådgivare vid försvarsministeriet 1939–1940.
Kauppi var riksdagsledamot 1943–1951, handels- och industriminister 1936–1937 och undervisningsminister 1943–1944. Dessutom var Kauppi elektor vid 1931 och 1943 års presidentval.